# Cuaña
Cuaña  (em galego-asturiano e oficialmente) ou Coaña (em castelhano) é um concelho (município) da Espanha na província e Principado das Astúrias. Tem 65,8 km² de área e em 2019 tinha 3 315 habitantes (densidade: 50,4 hab./km²).
Embora não faça parte da Galiza, é um dos territórios das Astúrias onde tradicionalmente se fala galego.

## Demografia
| Variação demográfica do município entre 1991 e 2004 | Variação demográfica do município entre 1991 e 2004 | Variação demográfica do município entre 1991 e 2004 | Variação demográfica do município entre 1991 e 2004 |
| --------------------------------------------------- | --------------------------------------------------- | --------------------------------------------------- | --------------------------------------------------- |
| 1991                                                | 1996                                                | 2001                                                | 2004                                                |
| 4021                                                | 3846                                                | 3651                                                | 3507                                                |